# Державна політика України щодо боротьби з тютюнопалінням
Державна політика України щодо боротьби з тютюнопалінням — позиція влади щодо подолання тютюнової епідемії в Україні, задекларована у відповідних законах та підзаконних актах, та комплекс заходів, спрямованих на вирішення проблеми.

## Законодавче регулювання
Основні принципи та напрями державної політики щодо попередження куріння тютюнових виробів, зниження рівня їх вживання серед населення, обмеження доступу до них дітей, охорони здоров'я населення від шкоди, що завдається внаслідок розвитку захворювань, інвалідності, а також смертності, спричинених вживанням тютюнових виробів викладені у Законі України «Про заходи щодо попередження та зменшення вживання тютюнових виробів і їх шкідливого впливу на здоров'я населення», ухваленому Верховною Радою 2005 року.

### Хронологія посилення антитютюнового законодавства України
- 11 липня 2003 — Верховна Рада ухвалила закон, який забороняє рекламу тютюнових виробів на телебаченні та радіо.
- 15 вересня 2003 — Президент України підписав закон про заборону реклами тютюнових виробів на телебаченні та радіо.
- 1 січня 2005 — закон про заборону реклами тютюнових виробів на телебаченні та радіо набув чинності.
- 22 вересня 2005 — набув чинності закон «Про заходи щодо попередження та зменшення вживання тютюнових виробів і їх шкідливого впливу на здоров'я населення».
- 9 лютого 2006 — набуло чинності положення про обов'язкове відведення половини від загальної площі місць для некурящих у закладах громадського харчування, готелях та інших місцях тимчасового розміщення громадян.
- 15 березня 2006 — Верховна Рада ратифікувала Рамкову конвенцію Всесвітньої організації охорони здоров’я з боротьби з тютюном[2].
- 18 березня 2008 — Верховна Рада заборонила зовнішню рекламу та рекламу у друкованих ЗМІ тютюнових виробів.
- 1 січня 2009 — набув чинності закон про заборону зовнішньої реклами тютюнових виробів
- 31 березня 2009 — Верховна Рада ухвалила закон про підвищення ставки акцизного збору на тютюнові вибори, який набрав чинності 1 травня того ж року.
- 11 червня 2009 — Верховна Рада зобов'язала виробників тютюнових виробів розміщувати на пачках сигарет попередження про шкоду від куріння і можливі захворювання.
- 11 липня 2009 — набув чинності закон, що забороняє куріння в громадських місцях, у тому числі медичних і навчальних закладах, спортивних спорудженнях, у закладах, підприємствах і організаціях культури, у вагонах поїздів, автобусах, таксі, включаючи маршрутки, тролейбусах, трамваях, а також на дитячих майданчиках.
- 1 січня 2010 — набув чинності закон про заборону реклами тютюнових виробів у пресі
- 1 січня 2011 — набув чинності закон про заборону поштучної реалізації тютюнових виробів
- 13 березня 2012 — схвалено закон про повну заборону реклами сигарет. Заборона стосується не тільки реклами, а й будь-яких способів стимулювання продажів тютюнових виробів, зокрема, спонсорства фестивалів, концертів, спортивних змагань чи інших масових заходів[3]. Закон набрав чинності 17 вересня 2012 року.
- 16 грудня 2012 набув чинності закон про повну заборону куріння у закладах громадського харчування[4].

## Основні методи боротьби з тютюнокурінням
2006 року Україна ратифікувала Рамкову конвенцію Всесвітньої організації охорони здоров’я з боротьби з тютюном і, тим самим, взяла на себе зобов'язання виконати низку заходів, які визнані ВООЗ найбільш дієвими методами боротьби з тютюнокурінням і протидії його поширеності. До таких заходів належать:
- повна заборона реклами тютюнових виробів, у тому числі промоакцій, спонсорства концертів, спортивних змагань або будь-яких інших масових заходів;
- заборона куріння у громадських місцях;
- підвищення акцизних зборів на тютюнові вибори;
- введення обов'язкового нанесення на упаковки тютюнових виробів попереджувальних надписів, які мають містити графічні зображення хвороб, викликаних тютюном, і повинні займати не менш як 50% пачки сигарет.

### Акцизна політика
1 вересня 2008 вперше за історію незалежної України відбулося суттєве підвищення акцизів на тютюнові вироби - їх підвищили приблизно удвічі. Протягом наступних трьох років акцизи продовжували підвищувати. Як наслідок, державний бюджет України додатково отримав у: 2007 р. - 24 млрд гривень; 2008 р. - 36 млрд; 2009 р. - 91 млрд; 2010 р. - 131 млрд; 2011 р. - 153 млрд гривень .

### Попереджувальні надписи на упаковках сигарет
2009 року Верховна Рада ухвалила закон № 1512-VI «Про внесення змін до деяких законодавчих актів України щодо вдосконалення регулювання відносин у сфері попередження та зменшення вживання тютюнових виробів і їх шкідливого впливу на здоров'я населення». Відповідно до нього Кабінет Міністрів України у тримісячний термін з дня опублікування мав затвердити кольорові малюнки і піктограми, що входять до додаткових медичних попереджень на упаковці тютюнових виробів, із запропонованого переліку Європейського Союзу. Однак, Кабмін протягом 2010 тричі не затверджував Постанову про кольорові малюнки і піктограми, що відтермінувало набрання чинності Закону. І 19 січня 2011 відповідний перелік було ухвалено, але на пачках картинки почали друкували лише з жовтня 2012 року.
Таким чином, Україна стала 40-ю країною світу, яка запровадила подібні норми.

#### Штраф за порушення норми закону
За порушення норм цього закону застосовуються фінансові санкції до суб'єктів господарювання у разі:
- роздрібної реалізації тютюнових виробів без медичних попереджень споживачів тютюнових виробів і інформаційного напису про вміст нікотину та смоли, що входять до складу тютюнових виробів і виділяються з тютюновим димом під час їх куріння — від п'ятдесяти гривень до десяти тисяч гривень;
- імпорту, оптової реалізації тютюнових виробів на території України без медичних попереджень споживачів тютюнових виробів і інформаційного напису про вміст нікотину та смоли, що входять до складу тютюнових виробів і виділяються з тютюновим димом під час їх куріння — від п'ятисот гривень до десяти тисяч гривень;
- виробництва та введення в обіг на території України тютюнових виробів без медичних попереджень споживачів тютюнових виробів — від двох тисяч гривень до двадцяти тисяч гривень[1].

## Громадські моніторинги дотримання антитютюнового законодавства в Україні

### Моніторинг якості повітря у київських кафе та ресторанах
З червня по серпень 2011 р. фахівці проекту «Київ без тютюнового диму» зібрали проби повітря з 40 закладів — ресторанів і кав'ярень Києва. Зібраний матеріал було проаналізовано Інститутом раку Розвел Парк (США). Було визначено рівень часток в повітрі PM2.5.PM — англійською «particulatematter», тобто завислі у повітрі частинки. Це аерозольні, тобто тверді або рідкі частки, які є настільки малими за розміром (менше 2,5 мікрометрів), що не затримуються у носі чи горлі, і можуть потрапляти глибоко в легені людини і навіть у кров, викликаючи захворювання та передчасну смерть. У приміщеннях їх джерелом є спалювання органічних речовин, наприклад, приготування їжі на вогні або опалювання. Сигаретний дим є основним джерелом часток PM2.5 в умовах сучасної оселі та громадських місць.
Результати засвідчили: у київських кафе та ресторанах, де курять, рівень забрудненості повітря частками PM2.5 перевищує норму у 12 разів — і становить 124 мкг/куб.м. Максимально допустимою нормою вмісту часток PM2.5, яку встановила Всесвітня організація охорони здоров'я для річних середніх концентрацій, є 10 мкг/куб.м (норма для добових концентрацій — 25 мкг/куб.м). При цьому в залах для некурців у ресторанах, де поруч є зали для курців, рівень забрудненості повітря все одно перевищує норму і становить 45 мкг/куб.м. Лише в тих закладах, де куріння було повністю заборонено, рівень забруднення відповідав нормам і становив 7 мкг/куб.м.

## Додатково
- Перелік графічних зображень на пачках сигарет, затверджених Кабінетом міністрів України [Архівовано 5 травня 2016 у Wayback Machine.]
- Постанова Кабінету міністрів про затвердження переліку графічних зображень на пачках сигарет [Архівовано 8 квітня 2012 у Wayback Machine.]